# Alfa Romeo Giulietta (1977)
Este artigo é sobre o Giulietta década de 1970. Para o primeiro Giulietta, veja Alfa Romeo Giulietta. Para o carro familiar de 2010, veja Alfa Romeo Giulietta (2010).
O Alfa Romeo Giulietta (nuova) é um automóvel construído pela construtora italiana Alfa Romeo.
O carro foi introduzido em 1977, tendo o nome sido dado do original Giulietta de 1954 sendo o desenho baseado no Alfa Romeo Alfetta.

## Motores
| Modelos:         | 1.3                | 1.6                | 1.8                | 2.0                | Turbodelta         | Turbodiesel       |
| ---------------- | ------------------ | ------------------ | ------------------ | ------------------ | ------------------ | ----------------- |
| Motor:           | DOHC I4            | DOHC I4            | DOHC I4            | DOHC I4            | DOHC I4            | I4                |
| Disposição:      | 1357 cc            | 1570 cc            | 1779 cc            | 1962 cc            | 1962 cc            | 1995 cc           |
| Potência:        | 95 cv (70 kW)      | 109 cv (80 kW)     | 122 cv (90 kW)     | 130 cv (96 kW)     | 170 cv (125 kW)    | 82 cv (60 kW)     |
| Torque:          | 121 Nm @ 4500 rpm  | 143 Nm @ 4300 rpm  | 167 Nm @ 4000 rpm  | 178 Nm @ 4000 rpm  | 283 Nm @ 3500 rpm  | 162 Nm @ 2300 rpm |
| Velocidade máx.  | 165 km/h (103 mph) | 175 km/h (109 mph) | 180 km/h (110 mph) | 185 km/h (115 mph) | 206 km/h (128 mph) | 155 km/h (96 mph) |
| 0-100 km/h       | 12.7 s             | 11.3 s             | 9.6 s              | 9.4 s              | 7.5 s              | 19.4 s            |
| Anos de produção | 1977 - 1983        | 1977 - 1985        | 1979 - 1985        | 1980 - 1985        | 1984 - 1985        | 1982 - 1985       |